# Vickers M.18
De Vickers M.18 is de Nederlandse naam van een oorspronkelijk Britse mitrailleur. Het was een watergekoelde mitrailleur met koelmantel voor 3 liter water. Het wapen was in vergelijking tot andere mitrailleurs uit die tijd veel lichter; het woog minder dan 20 kg waar de andere wapens rond de 30 kg wogen. Het wapen werd door het Nederlandse leger gebruikt vanaf 1918 tot in de meidagen van 1940.

## Beschrijving
Het Vickers machinegeweer was gebaseerd op de Maxim die aan het einde van de 19e eeuw was geïntroduceerd. Vickers had de productie van de Maxim in 1896 overgenomen en begon het ontwerp te verbeteren. Het wapen werd eenvoudiger, en het gebruik van betere metaalsoorten maakte het wapen ook minder zwaar. Het Britse leger nam het wapen officieel in dienst op 26 november 1912. Het was een watergekoeld wapen. Op de koelmantel van het wapen zaten ribbels, hierdoor werd er effectiever gebruikgemaakt van het water dat in de koelmantel zat. Bij de koeling was standaard een neerslagvaatje verbonden met de mantel, zodat er geen water werd verspild. Hierdoor werd ook voorkomen dat er stoom zou vrijkomen wat de positie van het machinegeweer zou kunnen verraden.

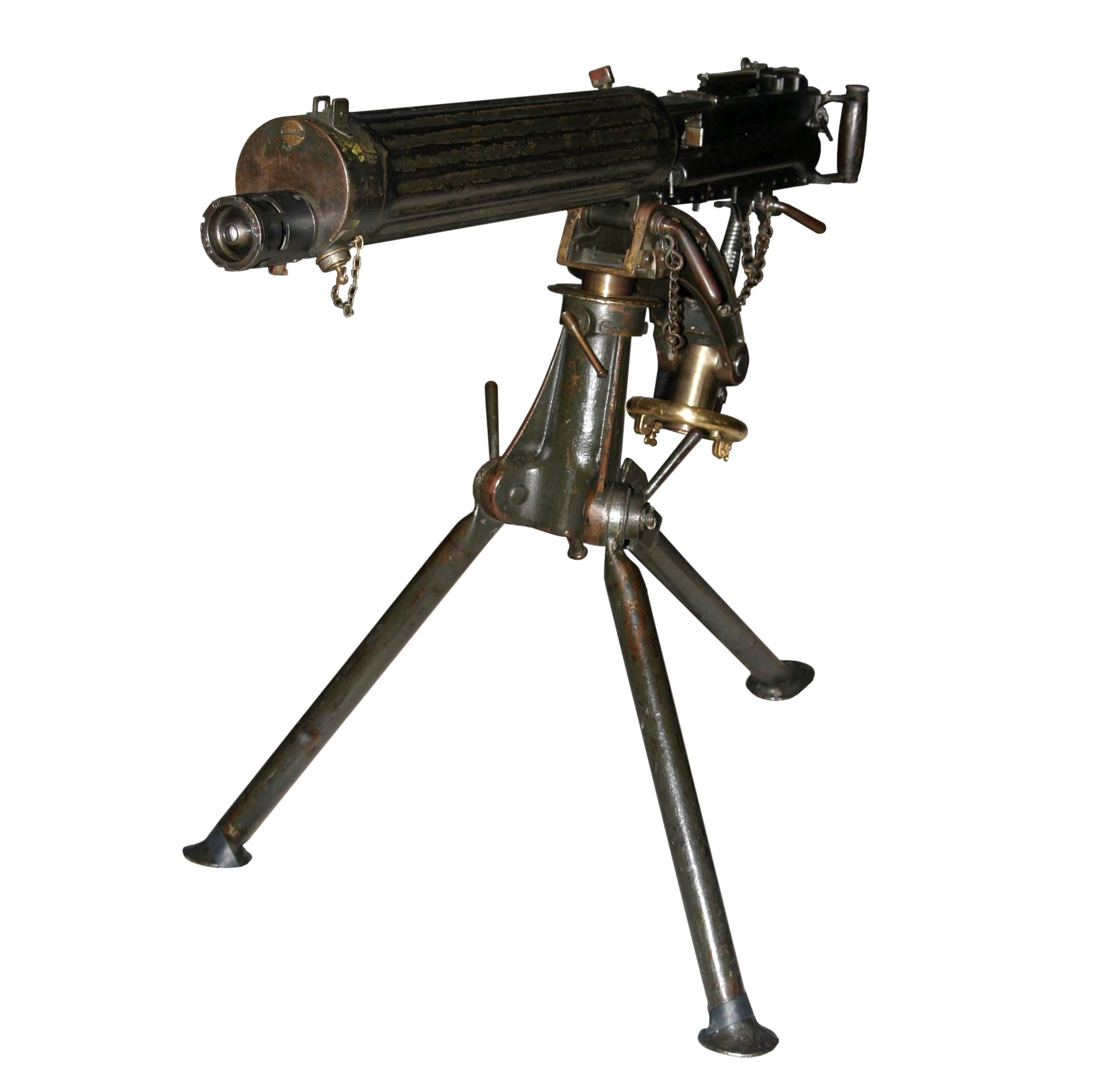
Afbeelding van de Vickers M.18

Het wapen was zeer populair onder de soldaten vanwege zijn betrouwbaarheid. Het maximale bereik van de Vickers lag op circa 4 000 meter. De vuursnelheid lag op 500-550 schoten per minuut. Na ongeveer 10 000 schoten moest de loop worden vervangen, dit is in verhouding met andere mitrailleurs vrij snel. Het vervangen van de loop duurde ongeveer twee minuten voor een ervaren bemanning. Het wapen werd op een driepoot geplaatst en de lader zat rechts van de schutter. De lader zorgde ervoor dat de patronenband ongehinderd door het wapen werd opgenomen. De lege patronenband kwam links uit het wapen. Naast de schutter en lader waren vier tot zes andere militairen noodzakelijk voor het dragen van het wapen, affuit, water en munitie.
Vliegtuigen werden er ook mee uitgerust. Het wapen was wel zwaarder dan de veel gebruikte Lewis M.20, maar het was gemakkelijker om het met de beweging van de propellers te synchroniseren waarmee schade aan de propellers tijdens het vuren werd voorkomen. Waterkoeling was in de lucht niet noodzakelijk, in de koelmantel werden gaten gemaakt zodat de luchtstroom de koeling verzorgde. De Vickers bleven tot de Tweede Wereldoorlog bij de luchtmacht in gebruik, maar de opkomst van boordwapens gemonteerd in de vleugels betekende het einde.

## Gebruik in Nederland
Na de Eerste Wereldoorlog ging het Britse leger op grote schaal overbodige wapens afstoten. Zo'n 1 000 Vickers machinegeweren werden overgenomen door het Nederlandse leger, inclusief affuiten en munitie. Hiervan werden er 200 in vliegtuigen ingebouwd, de rest ging naar de infanterie en de cavalerie.
Vanaf 1935 werden de 800 Vickers van de landmacht omgebouwd van 7,7×56R (.303 inch, 7,7mm) naar kaliber 7,92×57R (7,92mm, patroon Nr. 23). De Vickers die omgebouwd waren kregen de benaming Vickers M.18 No.2. In mei 1940 waren nog niet alle Vickers mitrailleurs omgebouwd, dus werden er ook oude Vickers ingezet tijdens de gevechten. In de landmachtuitvoering werden de patronen 7,7×56R via een patroonband à 250 stuks toegevoerd, terwijl voor de patronen 7,92×57R banden voor 215 patronen werden gemaakt.